# Петер Руснак
Петер Руснак (словац. Peter Rusnák; нар. 6 вересня 1950, Гуменне) — словацький греко-католицький єпископ, перший єпархіальний єпископ новоутвореної Братиславської єпархії з 30 січня 2008 року; адміністратор Пряшівської архієпархії з 25 квітня 2022 року до 27 січня 2024 року.

## Життєпис
Висвячений на священика у Пряшеві 16 червня 1987 року. Душпастирював як капелан, а потім парафіяльний священик. З 1990 року був духівником у греко-католицькій семінарі в Пряшеві, де також викладав пасторальне богослов'я і гомілетику до 2003 року. У 1995—1998 роках був вікарієм єпископа та канцлером єпархіальної курії в Пряшеві. З 1998 року — парох у Бардіїві, а з 2003 року — в Братиславі.

## Єпископ
30 січня 2008 року папа Бенедикт XVI призначив о. Петера Руснака першим єпископом новоутвореної Братиславської єпархії. 16 лютого 2008 року отримав єпископську хіротонію з рук кардинала Йозефа Томка. 9 березня 2008 року відбулася його урочиста інтронізація.
25 квітня 2022 року Папа Франциск прийняв зречення з пастирського уряду архієпископа Пряшівського Яна Баб'ка і призначив апостольським адміністратором Пряшівської архієпархії владику Петера Руснака. Був адміністратором Пряшівської архієпархії до 27 січня 2024 року.